# Bout de Zan et le Cigare
Bout de Zan et le Cigare és una pel·lícula muda francesa escrita i dirigida per Louis Feuillade i estrenada el 13 de febrer de 1914.
Aquesta pel·lícula forma part de la sèrie Bout de Zan.

## Repartiment
- René Poyen : Bout de Zan